# Lola Pater
Lola Pater è un film del 2017 diretto da Nadir Moknèche.
Il film, prodotto in lingua francese, è stato presentato in anteprima mondiale il 3 agosto 2017 al Festival di Locarno.

## Trama
Zino Chekib é un ragazzo francese di origine algerina che vive a Parigi e lavora come accordatore di piano.
Quando muore la madre, Zino va alla ricerca di suo padre ad un indirizzo dove trova una scuola di ballo diretta dalla maestra Lola Chekib. Lola in realtà è il padre di Zino che dopo essersi allontanato da moglie e figlio ha cambiato sesso e vive con  Catherine, una donna dichiaratamente lesbica.
Al primo approccio però Lola nasconde questa verità e Zino torna a Parigi convinto di aver parlato con una sorella o addirittura una seconda moglie di suo padre; in questo caso si troverebbe in una posizione di poligamia in quanto Lola non ha mai risolto il primo matrimonio.
Lola sia per questioni d'eredità che con l'intento di avvicinarsi a Zino si reca a Parigi dove alloggia in un hotel. Con dei flashback e con i dialoghi con la sorella della moglie defunta si comprende la storia di Lola quando era ancora Farid; pur rimanendo un uomo etero, il suo temperamento artistico lo aveva sempre portato ad immedesimarsi in un'identità femminile. In Algeria il rapporto con sua moglie, la madre di Zino, gli ha permesso di sfuggire al manicomio e di scappare in Francia. Farid amava sua moglie ma poi la ricerca della propria identità ha avuto il sopravvento. Comunque, sebbene si fosse allontanato, manteneva l'intenzione di proseguire i rapporti con suo figlio, ma la madre di Zino prevedendo una situazione problematica per il figlio ha preferito che si eclissasse del tutto.
Lola a Parigi riesce, con fatica e con più tentativi, nell'intento di avvicinarsi a Zino. Zino dopo un'iniziale diffidenza riesce a riconoscere nella figura di Lola suo padre che amava lui e che serbava ancora affetto e gratitudine per sua madre. Ma Zino, pur accettando l'identità sessuale di suo padre non riesce a perdonare il fatto che egli sia stato così totalmente assente dalla sua vita e al termine di un'aspra lite lo dice a Lola in modo molto duro. Lola che nei confronti di Zino si definisce uno "strambo padre", ne viene colpita e tenta il suicidio. Zino va a trovare suo padre in ospedale e trova Catherine al suo capezzale. Lola si riprende e sembra che le distanze con Zino siano diminuite e il film termina con loro due che fanno un viaggio in moto.